# Qualis artifex pereo
 Qualis artifex pereo  лат. (изговор:квалис артифекс перео). Какав умјетник нестаје са мном. (Нерон)

## Поријекло изреке
По римском адвокату, књижевнику и царском секретару Гају Светонију Транквилу, који је живио и дјеловао у периоду од око 70—160 године нове ере, како је записао у свом знаменитом дјелу „Дванаест римских царева“, римски император Нерон је рекао: „Какав умјетник нестаје са мном“.

## Значење
Нерон је у свом надахнућу пред самоубиство узвикнуо: „Какав умјетник нестаје са мном“, уображено повлађујући своме „пјесничком таленту“, и подређујући дефинитивно, како и сам каже, све своје преостале императорске квалитете. Ова изјава је само једна од оних које сликају Неронов неморал.

## Изјава данас
Данас се употребљава када се хоће исмијати нечији непостојећи квалитет и уображеност. Доказ лудила.